# 地理極點
地理極點是行星、衛星或其它較大天體的自轉軸與其表面交會的點。如在地球上的北極和南極，其它天體的極也稱為南極和北極，分別會在該天體赤道兩側各90度之處。每一顆行星都有地理極點。天體自轉的攝動意味著地理極點會在它的表面上稍稍的徘迴。例如，地球的北極和南極在數年的時間內會有幾米的移動。當製圖需要精確和不變的座標，地理極點的平均位置作為固定的製圖桿，成為物體大圓經度的交會點。如果，像地球，一個天體產生磁場，就會有磁極。

## 误区
很多人都认为，地理的两极与磁场的两极是一回事，实则不然。